# El Salvador en los Juegos Olímpicos de la Juventud 2018
El Salvador compitió en los Juegos Olímpicos de la Juventud 2018 en Buenos Aires, Argentina, celebrados entre el 6 y el 18 de octubre de 2018. No pudo obtener medallas en las justas deportivas.

## Deportes

### Atletismo
| Sexo | Atleta            | Evento          | Stage 1  | Stage 1 |
| Sexo | Atleta            | Evento          | Result   | Rank    |
| ---- | ----------------- | --------------- | -------- | ------- |
| M    | Gilberto Menjívar | 5000m Race Walk | 20:31'53 | 4       |

## Medallero
| Medalla       | Oro | Plata | Bronce | Total |
| ------------- | --- | ----- | ------ | ----- |
| Total oficial | 0   | 0     | 0      | 0     |

## Competidores
| Deportes  | Hombres | Mujeres | Total |
| --------- | ------- | ------- | ----- |
| Atletismo | 1       |         | 1     |
| Total     | 1       |         | 1     |